# Brainville (Mancha)
Brainville é uma comuna francesa na região administrativa da Normandia, no departamento Mancha. Estende-se por uma área de 3,2 km². Em 2010 a comuna tinha 219 habitantes (densidade: 68,4 hab./km²).